# Vortesteinen
Der Vortesteinen (norwegisch für Warzenstein; russisch Нунатак Бурденко Nunatak Burdenko, deutsch ‚Burdenko-Nunatak‘) ist ein 1730 m hoher Nunatak im ostantarktischen Königin-Maud-Land. Im Gebirge Sør Rondane ragt er im oberen Abschnitt des Byrdbreen auf.
Wissenschaftler des Norwegischen Polarinstituts benannten ihn 1973 deskriptiv. Der Namensgeber der russischen Benennung ist nicht überliefert.